# اشتفان گروتزنر
اشتفان گروتزنر (آلمانی: Stefan Grützner؛ زادهٔ ۲۹ ژوئن ۱۹۴۸) وزنه‌بردار اهل آلمان بود.